# Maria Zassypkina
Maria Zassypkina (9 de dezembro de 1985) é uma ex-ginasta russa que competiu em provas de ginástica artística.
Maria estreou em competições no ano de 2001, ao participar do Mundial de Gante. Nele, ao lado de Svetlana Khorkina, Lyudmila Ezhova, Elena Zamolodchikova e Natalia Ziganshina, terminou medalhista de prata na prova coletiva, em prova vencida pelas romenas. Individualmente, fora 46ª colocada na primeira fase da classificação do individual geral, não indo à final.